# Équipe de Bulgarie de football à la Coupe du monde 1998
Cet article relate le parcours de l’équipe de Bulgarie de football lors de la Coupe du monde de football de 1998 organisée en France du 10 juin au 12 juillet 1998. C'est la septième participation du pays dans la compétition.

## Compétition

### Premier tour
|   | Équipe   | Pts | J | G | N | P | Bp | Bc | Diff |
| 1 | Nigeria  | 6   | 3 | 2 | 0 | 1 | 5  | 5  | 0    |
| 2 | Paraguay | 5   | 3 | 1 | 2 | 0 | 3  | 1  | +2   |
| 3 | Espagne  | 4   | 3 | 1 | 1 | 1 | 8  | 4  | +4   |
| 4 | Bulgarie | 1   | 3 | 0 | 1 | 2 | 1  | 7  | -6   |

| 5  | 12 juin 1998 | Paraguay | 0 - 0 | Bulgarie |
| 8  | 13 juin 1998 | Espagne  | 2 - 3 | Nigeria  |
| 23 | 19 juin 1998 | Nigeria  | 1 - 0 | Bulgarie |
| 24 | 19 juin 1998 | Espagne  | 0 - 0 | Paraguay |
| 39 | 24 juin 1998 | Espagne  | 6 - 1 | Bulgarie |
| 40 | 24 juin 1998 | Nigeria  | 1 - 3 | Paraguay |

#### Paraguay - Bulgarie
| 12 juin 1998                        | Paraguay | 0 - 0   | Bulgarie | Stade de la Mosson, Montpellier                       |                                                       |
| 14 h 30 · Historique des rencontres |          | (0 - 0) |          | Spectateurs : 29 800 Arbitrage : Abdul Rahman Al-Zeid | Spectateurs : 29 800 Arbitrage : Abdul Rahman Al-Zeid |
| 14 h 30 · Historique des rencontres | Rapport  |         |          | Spectateurs : 29 800 Arbitrage : Abdul Rahman Al-Zeid | Spectateurs : 29 800 Arbitrage : Abdul Rahman Al-Zeid |

#### Nigeria - Bulgarie
| 19 juin 1998                        | Nigeria    | 1 - 0   | Bulgarie | Parc des Princes, Paris                               |                                                       |
| 17 h 30 · Historique des rencontres | Ikpeba 28e | (1 - 0) |          | Spectateurs : 45 500 Arbitrage : Mario Sánchez Yantén | Spectateurs : 45 500 Arbitrage : Mario Sánchez Yantén |
| 17 h 30 · Historique des rencontres | Rapport    |         |          | Spectateurs : 45 500 Arbitrage : Mario Sánchez Yantén | Spectateurs : 45 500 Arbitrage : Mario Sánchez Yantén |

#### Espagne - Bulgarie
| 24 juin 1998                       | Espagne                                                                                 | 6 - 1   | Bulgarie       | Stade Bollaert-Delelis, Lens                        |                                                     |
| 21 h 0 · Historique des rencontres | Hierro 6e (pen.) · Luis Enrique 18e · Morientes 55e 81e · Bachev 88e (csc) · Kiko 90+4e | (2 - 0) | 58e Kostadinov | Spectateurs : 38 100 Arbitrage : Mario van der Ende | Spectateurs : 38 100 Arbitrage : Mario van der Ende |
| 21 h 0 · Historique des rencontres | Rapport                                                                                 |         |                | Spectateurs : 38 100 Arbitrage : Mario van der Ende | Spectateurs : 38 100 Arbitrage : Mario van der Ende |